# 北大路魯山人
北大路魯山人（日语：／ Kitaooji Rosanjin，1883年3月23日—1959年12月21日）是日本藝術家，也是篆刻家、畫家、陶藝家、書道家、漆藝家、料理家、美食家等。本名北大路房次郎。

## 略歷
1883年（明治16年），出生在京都市上賀茂（現在的京都市北區）北大路町，是上賀茂神社的社家・北大路清操之次男。1903年（明治36年），立志成為書道家而上京。翌年在日本美術展覽會獲得一等賞。1927年（昭和2年），在鎌倉山崎設立魯山人窯藝研究所，又稱「星岡窯」，正式開始陶藝創作活動。
1946年（昭和21年），北大路魯山人於銀座開設「火土火土美房（かどかどびぼう）」、在日歐美人士給予好評。1951年（昭和26年），野口勇與山口淑子（李香蘭）夫妻一時寄居在星岡窯。
1954年（昭和29年），受洛克斐勒基金會招聘，在歐美各地舉辦展覽會和講演會，同時訪問畢卡索、夏卡爾。1955年（昭和30年），因織部燒被指定為重要無形文化財保持者。1959年（昭和34年），因中華肝吸蟲感染導致肝硬化於神奈川縣橫濱市的橫濱醫科大學醫院去世，享壽76歲。

## 著作
- 『常用漢字三體習字帖』 1922年、改版1977年、1980年、1996年、五月書房
- 『魯山人作瓷印譜磁印鈕影』 1933年、改版1980年、五月書房
- 『古染付百品集』 1978年、五月書房
- 『春夏秋冬料理王国』 1960年、改題改版『魯山人の料理王国』 文化出版局、1980年
- 『北大路魯山人作品集』 1972年、文化出版局
- 『栖鳳印存』 1981年、五月書房

## 關連項目
- 平野雅章

## 外部連結
- 魯山人の足跡をたどって - 石川新情報書府
- 料理家 魯山人の器づくり（页面存档备份，存于） 何必館・京都現代美術館 梶川芳友館長にインタビュー
- 北大路魯山人資料室（页面存档备份，存于）
- 北大路魯山人：作家別作品リスト（页面存档备份，存于）（青空文庫）

1. ↑  保育社「北大路魯山人」(カラーブックス)  p120,134。1995/11 小松 正衛 著